# Adam Lamberg
Adam Matthew Lamberg (Nova Iorque, 14 de setembro de 1984) é um ator norte-americano. Ficou mundialmente conhecido nos anos 2000 por interpretar o adolescente David Gordon Gordo no seriado Lizzie McGuire, transmitido originalmente pelo Disney Channel entre 2001 e 2004.  Também fez esse mesmo personagem em Lizzie McGuire: Um Sonho Popstar, filme derivado da série lançado em 2003.
Nasceu em Nova Iorque, filho de Suzanne, uma professora de escola pública e Marc Lamberg. Estudou no P.S. 183. Seu pai é judeu e sua mãe é canadense francesa. Lamberg se considera um "judeu cultural".
Depois de Lizzie McGuire, Adam Lamberg atuou em "Quando comemos?", em 2005. E em seu último filme, até então, "Belo Perdedor", em 2008. 
Atualmente, ele trabalha no Irish Center, NYC e se casou com uma mulher, em julho de 2022.